# Brigitte Grießing
Brigitte Grießing (* 22. Februar 1956 in Templin) ist eine ehemalige deutsche Kugelstoßerin, die für die DDR startete.
Bei den Leichtathletik-Halleneuropameisterschaften 1976 in München wurde sie Sechste.
Bei den DDR-Meisterschaften wurde sie 1974 im Freien und 1976 sowie 1977 in der Halle Dritte. Bei einem Abendsportfest am 1. Juni 1974 in Jena erreichte Brigitte Grießing mit 18,12 m einen Juniorinnen-Weltrekord.
Brigitte Grießing startete für den SC Neubrandenburg.
Brigitte Grießing hat den SCN-Diskuswerfer Dieter Werner geheiratet und lebt heute in der Nähe von Neubrandenburg.

## Persönliche Bestleistungen
- Kugelstoßen: 19,65 m, 12. Juli 1976, Warschau
- Diskuswurf: 50,10 m, 12. Juli 1976, Warschau

| Personendaten    | Personendaten          |
| ---------------- | ---------------------- |
| NAME             | Grießing, Brigitte     |
| KURZBESCHREIBUNG | deutsche Kugelstoßerin |
| GEBURTSDATUM     | 22. Februar 1956       |
| GEBURTSORT       | Templin                |